# Llagostera
Llagostera település Spanyolországban, Girona tartományban. Llagostera Tossa de Mar, Santa Cristina d'Aro, Cassà de la Selva és Caldes de Malavella községekkel határos. Lakosainak száma 9508 fő (2024).

## Népesség
A település népessége az elmúlt években az alábbi módon változott:
| Lakosok száma | 985  | 4256 | 3860 | 4005 | 5105 | 6461 | 7764 | 8198 | 8453 | 9508 |
|               | 1717 | 1887 | 1936 | 1960 | 1986 | 2004 | 2009 | 2014 | 2019 | 2024 |